# 13 дней вдали от солнца
«13 дней вдали от солнца» (порт. Treze Dias Longe do Sol) — бразильский мини-сериал совместного производства студий O2 Filmes и Estúdios Globo. Цифровая премьера состоялась 2 ноября 2017 года на онлайн-сервисе Globoplay. Транслировался на телеканале TV Globo в прайм-тайм по будням с 8 по 19 января 2018 года. Авторами идеи выступили Элена Суарез и Лучиано Мура в соавторстве с Софией Мальдонадо, режиссёрами — Лучиано Мура и Изабел Валенте. Сериал рассказывает о группе людей, которые оказались под завалами в результате обрушения здания. Особое внимание в сюжете уделяется их семьям и друзьям, которые не оставляют попыток докопаться до истины, а также — компании-строителю, пытающейся сохранить имидж путём сокрытия улик.

## Сюжет
Происходит обрушение медицинского центра, находящегося на завершающей стадии строительства. Главный инженер Саулу (Селтон Мелу) становится объектом пристального внимания прессы. Вместе с рабочими и дочерью владельца медицинского центра Марион (Каролина Дикман), с которой он некогда состоял в отношениях, Саулу оказывается под обломками. Тем временем их близкие пытаются справиться с душевными переживаниями, пребывая в неведении относительно судьбы героев, а строительная компания, в которой работает Саулу, — избежать обвинений в причастности к трагедии.

## В ролях
- Селтон Мелу — Саулу Гарсеш[2]
- Каролина Дикман — Марион Рупп[2]
- Пауло Вильена — Витор Баретти[2]
- Лима Дуарте — Жилда[2]
- Дебора Блок — Марко Антониу[2]
- Фабрисио Боливейра — д-р Родолфу Рупп[2]
- Энрике Диаз — Ньютон да Нобрега[2]
- Камила Мардила — Ясмин[2]
- Антонио Фабио — Жезуину[2]
- Эусир ди Соуза — Ней Лопеш[2]
- Арильсон Лопеш — Бене[2]
- Демик Лопеш — Зика[2]
- Ромуло Брага — Дареу[2]
- Педру Вагнер — Алтаир
- Маркус ди Андраде — Мессиас
- Мария Мануэлла — Илана Криг
- Жидду Пинейро — д-р Марселу[3]

Приглашённые гости
- Эусир ди Соуза — капитан Ней Лопеш
- Эмилиану Кейруш — отец Жилды
- Глаубер Амарал — Дарио
- Ана Каролина Годои — репортёр

## Производство
Съёмки сериала проходили в Сан-Паулу в период с декабря 2016 года по апрель 2017. Производство заняло два года.

## Список эпизодов[4]
| №  | Название                    | Дата выхода |
| -- | --------------------------- | ----------- |
| 1  | Строительный просчёт        | 2 окт 2017  |
| 2  | Выход есть                  | 2 окт 2017  |
| 3  | На дне                      | 2 окт 2017  |
| 4  | Отцы и дети                 | 2 окт 2017  |
| 5  | Не ходи за грешниками       | 2 окт 2017  |
| 6  | Остановить машины           | 2 окт 2017  |
| 7  | Есть контакт                | 2 окт 2017  |
| 8  | На краю ада                 | 2 окт 2017  |
| 9  | Прости, прощай              | 2 окт 2017  |
| 10 | Восход солнца — не для всех | 2 окт 2017  |